# SF Damaiense (női csapat)
A Sport Futebol Damaiense női labdarúgó szakosztálya, melynek székhelye Amadorában található.

## Klubtörténet
2018-ban hozták létre a Sport Futebol Damaiense női szakosztályát és első idényükben a másodosztályban bizonyíthattak.
Einar Páll Tamimi izlandi befektető támogatásával a klub 2021-ben megnyerte a másodosztályú bajnokságot és Portugália egyik leggyorsabban fejlődő labdarúgó klubjává vált. Első idényükben az előkelő 5. helyen végeztek az élvonalban.

## Játékoskeret
2023. szeptember 16-tól
| #  |     | Poszt | Név                |
| -- | --- | ----- | ------------------ |
| 71 | POR | K     | Adriana Rocha      |
| 99 | POR | K     | Inês Dias          |
| 3  | POR | V     | Inês Matos         |
| 4  | USA | V     | Shaye Seyffart     |
| 15 | POR | V     | Ana Assucena       |
| 20 | POR | V     | Madalena Contente  |
|    | USA | V     | Valeria Rios       |
| 6  | POR | KP    | Patrícia Barreiros |
| 7  | POR | KP    | Daniela Santos     |
| 8  | POR | KP    | Leonor Valente     |
| 10 | POR | KP    | Beatriz Cameirão   |

| #  |     | Poszt | Név               |
| -- | --- | ----- | ----------------- |
| 22 | BRA | KP    | Letycia Bonifácio |
| 23 | USA | KP    | Darya Rajaee      |
| 77 | POR | KP    | Raquel Ferreira   |
|    | USA | KP    | Natalie Viggiano  |
| 5  | USA | CS    | Summer Green      |
| 9  | POR | CS    | Carlota Cristo    |
| 11 | USA | CS    | Jewel Boland      |
| 12 | POR | CS    | Maria Barroso     |
| 13 | CPV | CS    | Melany Fortes     |
| 17 | BRA | CS    | Lidiane           |
| 38 | POR | CS    | Marta Ferreira    |

## Korábbi híres játékosok
| - Nicole Araújo - Mafalda Barbóz - Catarina Carmo - Margarida Costa - Carlota Cristo - Matilde Fernandes - Carolina Ferreira - Madalena Marau - Bárbara Marques - Sara Monteiro - Andrea Neves - Joana Santos - Carolina Peixoto - Lara Pintassilgo - Adriana Rocha - Bárbara Santos | - Carlyn Baldwin - Jorian Baucom - Amanda Frisbie - Aryana Harvey - Natalie Stephens - Érica Bispo - Lorena Santana - Danaí Kaldórídú - Sóley Gudmundsdóttir - Chandra Bednar - Melanie Forbes - Madalina Tatar - Andrea Mirón |